# 城東 (松本市)
城東（じょうとう）は長野県松本市の地名。現行行政地名は城東一丁目及び城東二丁目。住居表示実施済み。郵便番号390-0807。

## 地理
松本市中心部に位置し飲食店街と住宅地とが混在する。碁盤目状に街路が整備され、東町通り（国道143号）、裏町通りが通る。全体的に一方通行が多く車では通りにくい。1丁目は城東地区街づくり協定の区域に入っており、再開発が進められている。俗称地名では東町、和泉町、上横田町、うら町（下横田町）、袋町などが該当する。うら町やその周辺にはスナックやナイトクラブ等が集中する。

## 歴史
江戸時代の東町は中町、本町とともに親町（江戸初期に松本の町が整備されたときの基幹となる3つの町）のひとつで、北国西街道松本宿の中心地として旅籠屋が立ち並び、松本城下でも有数の繁華な地区であったが、現在の中心街はJR松本駅前に移動している。

### 沿革
- 1965年（昭和40年）9月1日 - 1〜2丁目で住居表示実施[4]。

## 世帯数と人口
2018年（平成30年）10月1日現在の世帯数と人口は以下の通りである。
| 丁目      | 世帯数  | 人口  |
| --------- | ------- | ----- |
| 城東1丁目 | 173世帯 | 287人 |
| 城東2丁目 | 280世帯 | 507人 |
| 計        | 453世帯 | 794人 |

## 交通
- 国道143号
- 長野県道67号松本和田線

## 隣の宿
善光寺西街道
村井宿　-1里20町（6.6km）-  松本宿（松本東町）  -1里10町（5.4km）-  岡田宿